# Margaret Mayo
Margaret Mayo, nata Lillian Elizabeth Slatten, (Brownsville, 19 novembre 1882 – Ossining, 25 febbraio 1951), è stata una commediografa, attrice e sceneggiatrice statunitense.
Moglie di Edgar Selwyn, fu una delle fondatrici della Goldwyn Company.

## Spettacoli teatrali

### Attrice
- Because She Loved Him So, di William Gillette (Broadway, 16 gennaio 1899)
- Pretty Peggy, di Frances Aymar Mathews (Broadway, 23 marzo 1903)
- Pretty Peggy, di Frances Aymar Mathews (Broadway, 5 ottobre 1903)
- Hope's the Thing, di Richard Harrity (Broadway, 11 maggio 1948)

### Commediografa
- The Marriage of William Ashe (Broadway, 20 novembre 1905)
- Divorçons, di Émile De Najac e Victorien Sardou, adattamento (Broadway, 15 aprile 1907)
- The Jungle, drammatizzazione (da Upton Sinclair) (Broadway, 22 aprile 1907)
- Polly of the Circus (Broadway, 23 dicembre 1907)
- The Debtors (Broadway, 12 ottobre 1909)
- Baby Mine (Broadway, 23 agosto 1910)
- The Wall Street Girl, libretto (Broadway, 15 aprile 1912)
- Twin Beds (Broadway, 14 agosto 1914)
- His Bridal Night, di Lawrence Rising, adattamento (Broadway, 16 agosto 1916)
- Rock-a-Bye Baby, libretto (da Baby Mine di Margaret Mayo) (Broadway, 22 maggio 1918)
- Seeing Things, di Margaret Mayo (Broadway, 17 giugno 1920)
- Baby Mine, di Margaret Mayo  (Broadway, 9 giugno 1927)

### Regista
- Her First Divorce, di C. W. Bell (Broadway, 5 maggio 1913)
- Seeing Things, di Margaret Mayo (Broadway, 17 giugno 1920)

## Filmografia

### Sceneggiatrice
- The Jungle, regia di George Irving, John H. Pratt e Augustus E. Thomas (1914)
- Behind the Scenes, regia di James Kirkwood (1914)
- Nearly Married, regia di Chester Withey (1917)
- Polly of the Circus, regia di Edwin L. Hollywood e Charles Horan (1917)
- The Poor Boob, regia di Donald Crisp (1919) - soggetto
- Polly of the Circus, regia di Alfred Santell (1932)